# Neotrichoporoides dubius
Neotrichoporoides dubius är en stekelart som först beskrevs av Girault 1913.  Neotrichoporoides dubius ingår i släktet Neotrichoporoides och familjen finglanssteklar. Inga underarter finns listade i Catalogue of Life.